# Platacanthomys
Platacanthomys là một chi động vật có vú trong họ Platacanthomyidae, bộ Gặm nhấm. Chi này được Blyth miêu tả năm 1859. Loài điển hình của chi này là Platacanthomys lasiurus Blyth, 1859.

## Hình ảnh

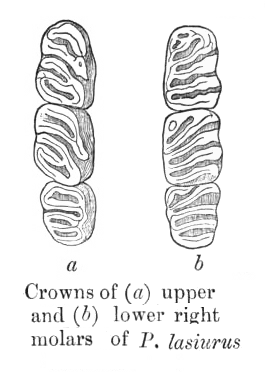

## Các loài
Chi này gồm các loài:
- †Platacanthomys dianensis Qiu, 1989
- Platacanthomys lasiurus Blyth, 1859